# Hydrophis belcheri
Espèce
Synonymes
- Aturia belcheri Gray, 1849
- Chitulia belcheri (Gray, 1849)
- Hydrophis pachycercus Fischer, 1856

Statut de conservation UICN

 DD  : Données insuffisantes
Hydrophis belcheri ou Serpent de Belcher ou Hydrophide de Belcher est une espèce de serpents marins de la famille des Elapidae.

## Répartition
Cette espèce se rencontre dans l'océan Pacifique occidental dans les eaux des Philippines, du Viêt Nam, de Thaïlande, d'Indonésie, de Papouasie-Nouvelle-Guinée et des Salomon.

## Description
Ce serpent assez rare mesure moins d'1 m. Son corps est jaunâtre à gris avec de 52 à 70 barres plus sombres.

## Venimosité
Le venin de ce serpent est considéré comme un des plus toxiques. Sa dose létale médiane (DL50) en intramusculaire est évaluée entre 0,07 et 0,25 mg/kg,. C'est principalement un neurotoxique mais ses effets sur l'homme sont encore à l'étude, on note des effets variables comme des maux de tête, nausées, vomissements, douleurs abdominales, diarrhées, évanouissements, convulsions, mais un empoisonnement général avec paralysie respiratoire n'est pas à exclure.

## Étymologie
Cette espèce est nommée en l'honneur d'Edward Belcher.

## Publication originale
- Gray, 1849 : Catalogue of the specimens of snakes in the collection of the British Museum, London, p. 1-125 (texte intégral).